# Гомила при Когу
Гомила при Когу (на словенски: Gomila pri Kogu) е село в Словения, Подравски регион, община Ормож. Според Националната статистическа служба на Република Словения през 2015 г. селото има 158 жители.